# Lontra
Lontra es un géner de nutrias del continente americano. 
Este género comprende cuatro especies:
- Lontra canadensis
- Lontra provocax
- Lontra longicaudis
- Lontra felina